# Fonmon Castle
Fonmon Castle (walisisk: Castell Ffwl-y-mwn) er en befæstet middelalderborg, der ligger nær landsbyen Fonmon i Vale of Glamorgan.
Fæstningen har rødder tilbage til 1100-tallet, men den nuværende bygning er en arkitektonisk sjældenhed, idet den blev ombygget i 1700-tallet, men ikke i nygotik, som ellers var udbredt i perioden. Man mener, at borgen kun har været ejet af to familier; fra normannertiden var den ejet af St Johns, og fra 1656 af Colonel Philip Jones' efterkommere.
Det er en listed building af første grad.